# Yobes Ondieki
Yobes Ondieki (* 21. února 1961 Kisii) je bývalý keňský atlet, běžec, mistr světa v běhu na 5000 metrů z roku 1991.
Na olympiádě v Soulu v roce 1988 doběhl ve finále na 5000 metrů na dvanáctém místě. Nejlepší sezónou na této trati byl pro něj rok 1991 – v Tokiu se stal mistrem světa a vytvořil si osobní rekord 13:01,82. V roce 1993 zlepšil světový rekord v běhu na 10 000 metrů na 26:58,38 a stal se tak prvním běžcem v historii, který tuto trať zaběhl pod 27 minut.